# Mary Whippleová
Mary Whippleová (* 10. května 1980, Sacramento, Kalifornie) je americká veslařka, kormidelnice. Je dvojnásobnou olympijskou vítězkou na osmiveslici z olympiád 2008 a 2012. Je též pětinásobnou mistryní světa.